# だるま滝
だるま滝（だるまたき）は、青森県東津軽郡今別町の国道280号の鬼泊トンネルと奥平部地区の間にある滝。

## 周辺
- 岩屋観音
- 鬼泊川
- 高野崎